# Melanesian Spearhead Group

Logo der MSG

Die Melanesian Spearhead Group (MSG) (englisch) beziehungsweise Groupe Fer de lance mélanésien (GFLM) (französisch, deutsch Melanesische Speerspitzengruppe) ist eine Organisation von Staaten mit melanesischer Bevölkerung, die 1983 als politische Vereinigung gegründet wurde. Am 23. März 2007 wurde die Vereinbarung zur Gründung der Organisation unterzeichnet. Sitz ist Port Vila in Vanuatu.
Mitglieder sind Fidschi, Papua-Neuguinea, die Salomonen und Vanuatu sowie die FLNKS aus Neukaledonien. Seit 2010 hat Osttimor Beobachterstatus. 

## Ziele
Bei der Gründung der Melanesian Spearhead Group standen die Unterstützung des Prozesses der Dekolonialisierung im Südpazifik und die Unterstützung regionaler Freiheitsbestrebungen im Fokus der Zusammenarbeit. Bis heute hat sich die Organisation zu einem Forum für Handels- und Sicherheitsfragen entwickelt.

## Mitglieder

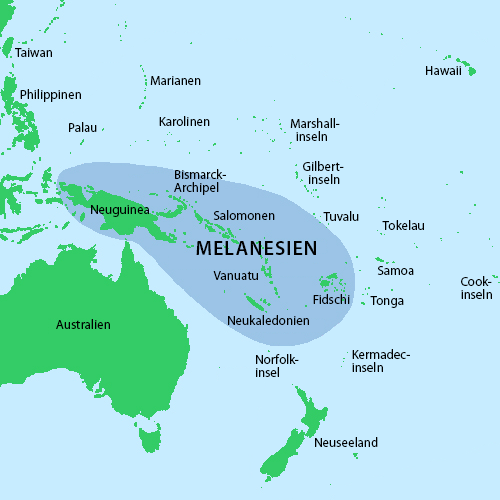
Karte Melanesiens

Vollmitglieder der MSG sind:
- Fidschi
- Neukaledonien (FLNKS)
- Papua-Neuguinea
- Salomonen
- Vanuatu

## Westpapua
Eine der brisantesten diplomatischen Auseinandersetzungen im Rahmen der Arbeit der MSG ist der Umgang mit Westpapua, das seit 1963 zu Indonesien gehört und dessen Geschichte seitdem von Unabhängigkeitsbestrebungen geprägt ist. Die Mitglieder der MSG betonten ihr Interesse an einer friedlichen Lösung des Konflikts und gewährten Westpapua bei einem Gipfeltreffen im Juni 2015 im salomonischen Honiara Beobachterstatus. Dies sorgte für Verärgerung seitens Indonesiens, das den Status eines assoziierten Mitglieds hat und sich als einzigen rechtmäßigen Repräsentanten Westpapuas sieht.